# Сан-Джорджо-а-Кремано
Сан-Джорджо-а-Кремано (італ. San Giorgio a Cremano, сиц. San Giorgiu a Crimanu) — муніципалітет в Італії, у регіоні Кампанія,  метрополійне місто Неаполь.
Сан-Джорджо-а-Кремано розташований на відстані близько 195 км на південний схід від Рима, 7 км на схід від Неаполя.
Населення — 45 779 осіб (2014).
Щорічний фестиваль відбувається 23 квітня. Покровитель — святий Юрій.

## Демографія
Населення за роками:

Станом на 1 січня 2023 року в муніципалітеті офіційно проживало 439 іноземців з 53 країн, серед них 64 громадяни країн Євросоюзу та 126 громадян України.

## Сусідні муніципалітети
- Ерколано
- Неаполь
- Портічі
- Сан-Себастіано-аль-Везувіо